# Greg Kuznik
Gregory Kuznik (oft auch Gregory Kužnik; * 12. Juni 1978 in Prince George, British Columbia) ist ein ehemaliger kanadischer Eishockeyspieler mit slowenischer Staatsbürgerschaft, der zuletzt beim SHC Fassa in der italienischen Serie A1 unter Vertrag stand.

## Karriere
Kuznik spielte zunächst zwischen 1994 und 1995 für die Royal City Outlaws in der British Columbia Hockey League sowie anschließend bis 1998 bei den Seattle Thunderbirds in der Western Hockey League. Während dieser Zeit wurde er im NHL Entry Draft 1996 von den Hartford Whalers in der siebten Runde an 171. Stelle ausgewählt. Im Sommer 1997 wurden die Transferrechte Kuzniks dann an die Carolina Hurricanes überschrieben, da das Whalers-Franchise umgesiedelt worden war.

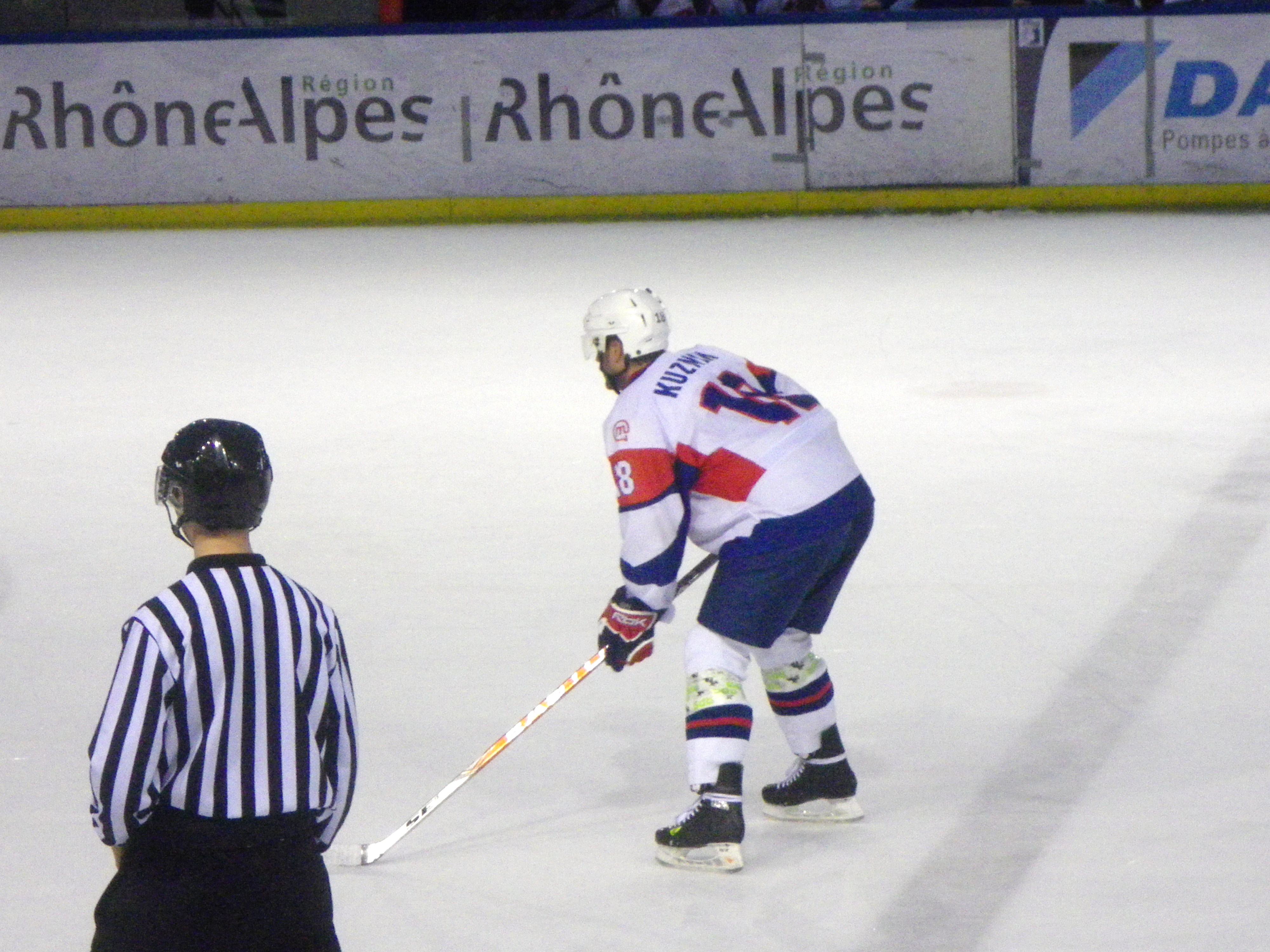
Kuznik im Dress der slowenischen Nationalmannschaft.

Im Sommer 1998 wechselte Kuznik ins Franchise der Hurricanes und spielte in den folgenden fünf Jahren für deren Farmteams, die Beast of New Haven, Florida Everblades, Cincinnati Cyclones, Dayton Bombers, Lowell Lock Monsters, in den Minor Leagues International Hockey League, American Hockey League und ECHL. Sein Debüt in der National Hockey League feierte er in der Saison 2000/01, als er in einem Spiel für die Carolina Hurricanes zum Einsatz kam.
Nach fünf Jahren in den Minor Leagues wechselte der Verteidiger im Juli 2003 für zwei Jahre in die British National League zu den Fife Flyers, gefolgt von einem zweijährigen Gastspiel beim SHC Fassa in der italienischen SHC Fassa. Im Sommer 2007 schloss sich Kuznik für drei Jahre dem slowenischen Spitzenklub HDD Olimpija Ljubljana an, mit dem er 2008 die Vizemeisterschaft in der EBEL feierte. Bis Januar 2010 blieb der Kanadier den Slowenen treu, ehe er sich für drei Monate der SG Pontebba anschloss. Im April 2010 wechselte er schließlich zum EC VSV aus Österreich. Im Sommer 2012 folgte die Rückkehr nach Fassa, wo er 2013 seine Karriere beendete.

### International
Da Kuznik während seines Aufenthalts beim HDD Olimpija Ljubljana auch die slowenische Staatsbürgerschaft annahm, lief er ab 2010 für die slowenische Nationalmannschaft auf. Diese vertrat er bei der Weltmeisterschaft der Division I 2010, als die Mannschaft den Wiederaufstieg in die Top-Division schaffte, und ein Jahr später bei der Weltmeisterschaft 2011. Dort stieg die Mannschaft wieder in die Division I ab.

## Erfolge und Auszeichnungen
- 2008 EBEL-Vizemeister mit dem HDD Olimpija Ljubljana
- 2010 Aufstieg in die Top-Division bei der Weltmeisterschaft der Division I

## Statistik

Signatur

(Stand: Ende der Saison 2010/11)